# Edgar Leopold Layard
Edgar Leopold Layard (Florence in Italië, 23 juli 1824 - Budleigh Salterton in het Verenigd Koninkrijk 1 januari 1900) was een Britse diplomaat en natuuronderzoeker, vooral vogelkundige.

## Biografie
Edgar Leopold werd in Florence geboren en was de jongste zoon van Henrt Peter John Layard (hoge ambtenaar in Britse koloniale dienst op Ceylon) en Marianne Austen. Zijn oudste broer was de later bekende archeoloog Sir Austen Henry Layard. Tijdens zijn verblijf op Ceylon maakte hij studie van de plaatselijke fauna. In 1854 ging hij als Brits ambtenaar naar de Kaapkolonie en werkte in zijn vrije tijd als conservator in het Zuid-Afrikaans museum en verzamelde daar, samen met zijn zoon vooral vogels. Daarna werd hij overgeplaatst naar Brazilië. Daar verzamelde hij specimens voor Arthur Hay.
Tussen 1874 en 1875 was hij gouverneur van Fiji en in 1876  honorair consul in Nieuw-Caledonië. Tussen 1870 en 1881 verzamelden hij en zijn zoon vogels op Fiji, Vanuatu, Samoa, Tonga, de Salomonseilanden, Nieuw-Brittannië en Norfolk Island. Wetenschappelijk gezien is hun collectie uit Nieuw-Caledonië en de Loyaliteitseilanden het meest belangwekkend. Omdat zij materiaal naar verschillende onderzoekers in verschillende landen stuurden, zijn hun collecties verspreid over diverse instellingen.

## Zijn werk/nalatenschap
In 1887 publiceerde Layard  The Birds of South Africa waarin 702 vogelsoorten werden beschreven. Anno 2016 staan op de IOC World Bird List 16 vogelsoorten waarvan Layard de soortauteur is, waaronder de Ceylonese goudrugspecht (Chrysocolaptes stricklandi) en de bamboevliegenvanger (Muscicapa muttui, vernoemd naar zijn kok Muttu). De smaragdparkiet (Psittacula calthrapae) is door Edward Blyth vernoemd naar de eerste vrouw van Layard, Barbara Anne Calthrop.
- Gemeinsame Normdatei: 117612693
- International Standard Name Identifier: 0000 0000 1031 7766
- Nederlandse Thesaurus van Auteursnamen: 190269014
- SNAC: w67v2rpf
- Virtual International Authority File: 57396907
- WorldCat: E39PBJrgKFX4xtMhp6fD9P3fbd